# マイク・グラン
マイケル・ワッツ・グラン（Michael Watts Gulan、1970年12月18日 - ）は、アメリカ合衆国オハイオ州出身の元プロ野球選手（内野手）。

## 来歴・人物
1992年のMLBドラフト2巡目でセントルイス・カージナルスに指名され契約。
1997年5月14日にメジャーデビュー。しかし、メジャーでは成績を残すことができず、2001年にフロリダ・マーリンズでメジャー再昇格した以外はマイナーリーグ生活となる。
2002年に横浜ベイスターズに入団し、来日。2000年オフにロバート・ローズが退団して以降、4番を任された鈴木尚典は成績を落としてしまい、助っ人として獲得したデーブ・ドスター、ジョン・ズーバー、アンソニー・サンダースが結果を残せず、チームに絶対的な4番打者が不在だったチームの新たな主軸として期待された。オープン戦では持ち味の広角打法が光り、開幕から「4番・三塁」を任された。しかし、シーズンに入ると打率は2割台前半と低迷すると球団は緊急補強でアーニー・ヤングを獲得。ボイ・ロドリゲスとの外国人枠争いにも勝てず、後半戦では出場機会も激減した。結局この年限りで解雇となり、チームが8年ぶりの最下位に沈む一因となってしまった。
帰国後はアメリカ球界に復帰するものの、メジャー昇格することなく2004年限りで現役を引退。

## 詳細情報

### 年度別打撃成績
| 年 度    | 球 団    | 試 合 | 打 席 | 打 数 | 得 点 | 安 打 | 二 塁 打 | 三 塁 打 | 本 塁 打 | 塁 打 | 打 点 | 盗 塁 | 盗 塁 死 | 犠 打 | 犠 飛 | 四 球 | 敬 遠 | 死 球 | 三 振 | 併 殺 打 | 打 率 | 出 塁 率 | 長 打 率 | O P S |
| -------- | -------- | ----- | ----- | ----- | ----- | ----- | -------- | -------- | -------- | ----- | ----- | ----- | -------- | ----- | ----- | ----- | ----- | ----- | ----- | -------- | ----- | -------- | -------- | ----- |
| 1997     | STL      | 5     | 10    | 9     | 2     | 0     | 0        | 0        | 0        | 0     | 1     | 0     | 0        | 0     | 0     | 1     | 0     | 0     | 5     | 0        | .000  | .000     | .000     | .000  |
| 2001     | FLA      | 6     | 8     | 6     | 1     | 0     | 0        | 0        | 0        | 0     | 0     | 0     | 0        | 0     | 0     | 2     | 0     | 0     | 2     | 0        | .000  | .250     | .000     | .250  |
| 2002     | 横浜     | 67    | 263   | 248   | 20    | 56    | 16       | 0        | 10       | 102   | 34    | 1     | 2        | 0     | 2     | 10    | 0     | 3     | 83    | 4        | .226  | .262     | .411     | .674  |
| MLB：2年 | MLB：2年 | 11    | 18    | 15    | 3     | 0     | 0        | 0        | 0        | 0     | 1     | 0     | 0        | 0     | 0     | 3     | 0     | 0     | 7     | 0        | .000  | .167     | .000     | .167  |
| NPB：1年 | NPB：1年 | 67    | 263   | 248   | 20    | 56    | 16       | 0        | 10       | 102   | 34    | 1     | 2        | 0     | 2     | 10    | 0     | 3     | 83    | 4        | .226  | .262     | .411     | .674  |

### 年度別守備成績
| 年 度 | 球 団 | 三塁（3B） | 三塁（3B） | 三塁（3B） | 三塁（3B） | 三塁（3B） | 三塁（3B） |
| 年 度 | 球 団 | 試 合      | 刺 殺      | 補 殺      | 失 策      | 併 殺      | 守 備 率   |
| ----- | ----- | ---------- | ---------- | ---------- | ---------- | ---------- | ---------- |
| 1997  | STL   | 3          | 1          | 1          | 0          | 1          | 1.000      |
| 2001  | FLA   | 1          | 2          | 2          | 0          | 0          | 1.000      |
| MLB   | MLB   | 4          | 3          | 3          | 0          | 1          | 1.000      |

### 記録
NPB
- 初出場・初先発出場：2002年3月30日、対広島東洋カープ1回戦（広島市民球場）、4番・三塁手で先発出場
- 初打席：同上、2回表に佐々岡真司から遊撃ゴロ
- 初打点：同上、6回表に佐々岡から先制左犠飛
- 初安打：2002年3月31日、対広島東洋カープ2回戦（広島市民球場）、1回表に黒田博樹から中前先制適時打
- 初本塁打：2002年4月9日、対中日ドラゴンズ1回戦（ナゴヤドーム）、3回表にメルビン・バンチから右越2ラン
- 初盗塁：2002年5月30日、対阪神タイガース12回戦（阪神甲子園球場）、2回表に二盗（投手：谷中真二、捕手：矢野輝弘）
- 1試合5三振：2002年8月22日、対読売ジャイアンツ21回戦（東京ドーム）※延長戦のため参考記録

### 背番号
- 53 （1997年）
- 27 （2001年）
- 4 （2002年）